# Amauroderma preussii
Amauroderma preussii är en svampart som först beskrevs av Henn., och fick sitt nu gällande namn av Steyaert 1972. Amauroderma preussii ingår i släktet Amauroderma och familjen Ganodermataceae.   Inga underarter finns listade i Catalogue of Life.